# Sân bay Laguindingan
Sân bay Laguindingan (tiếng Filipino: Paliparang ng Laguindingan, tiếng Cebuano: Tugpahanan sa Laguindingan) (IATA: CGY, ICAO: RPMY) là sân bay chính phục vụ các thành phố Cagayan de Oro và Iligan, cũng như các tỉnh Misamis Oriental và Lanao del Norte ở Bắc Mindanao, Philippines.. Nó được xếp hạng là Sân bay Nội địa Nội địa cấp 1 của Cục Hàng không dân dụng Philippines (CAAP), cơ quan Bộ Giao thông Vận tải (DOTr), chịu trách nhiệm triển khai các chính sách về hàng không dân dụng để đảm bảo an toàn, kinh tế và hiệu quả đi lại bằng máy bay, và việc xử lý hoạt động tại các sân bay (trừ các tuyến quốc tế lớn).
Sân bay này nằm trên diện tích 4,17 km vuông ở Barangay Moog, Laguindingan, và có khoảng cách 46 kilômét (29 mi) từ Cagayan de Oro và 57 kilômét (35 mi) từ Iligan. Nó mở cửa vào ngày 15 tháng 6 năm 2013 và thay thế Sân bay Lumbia ở Barangay Lumbia, Cagayan de Oro. Sân bay Lumbia hiện phục vụ như một căn cứ không quân của Không quân Philippines.

## Tổng quan
Dự án sân bay nằm trong khu đô thị Laguindingan, Misamis Oriental, Northern Mindanao. Dự án sân bay dự kiến sự phát triển của sân bay trunkline mới phù hợp với tiêu chuẩn quốc tế về an toàn và vận hành để đáp ứng nhu cầu vận chuyển hàng không của khu vực. Dự án sân bay cũng nhằm mục đích thúc đẩy các hoạt động kinh tế, đặc biệt là hành lang Cagayan-Iligan, và dự kiến sẽ phục vụ như là cửa ngõ đến Bắc Mindanao.
Sân bay có một đường băng dài 2.100 mx45 m, có thể chứa bốn chuyến cất cánh và hạ cánh một giờ. Nó có một tòa nhà ga hành khách 7184 m² có công suất 1,6 triệu hành khách / năm. Sân bay có thể phục vụ 2.000 lượt hành khách mỗi ngày. [
Vào ngày 20 tháng 10 năm 2017, Cebu Pacific thông báo rằng sân bay này là trung tâm thứ 7 của hãng..

## Tuyến bay

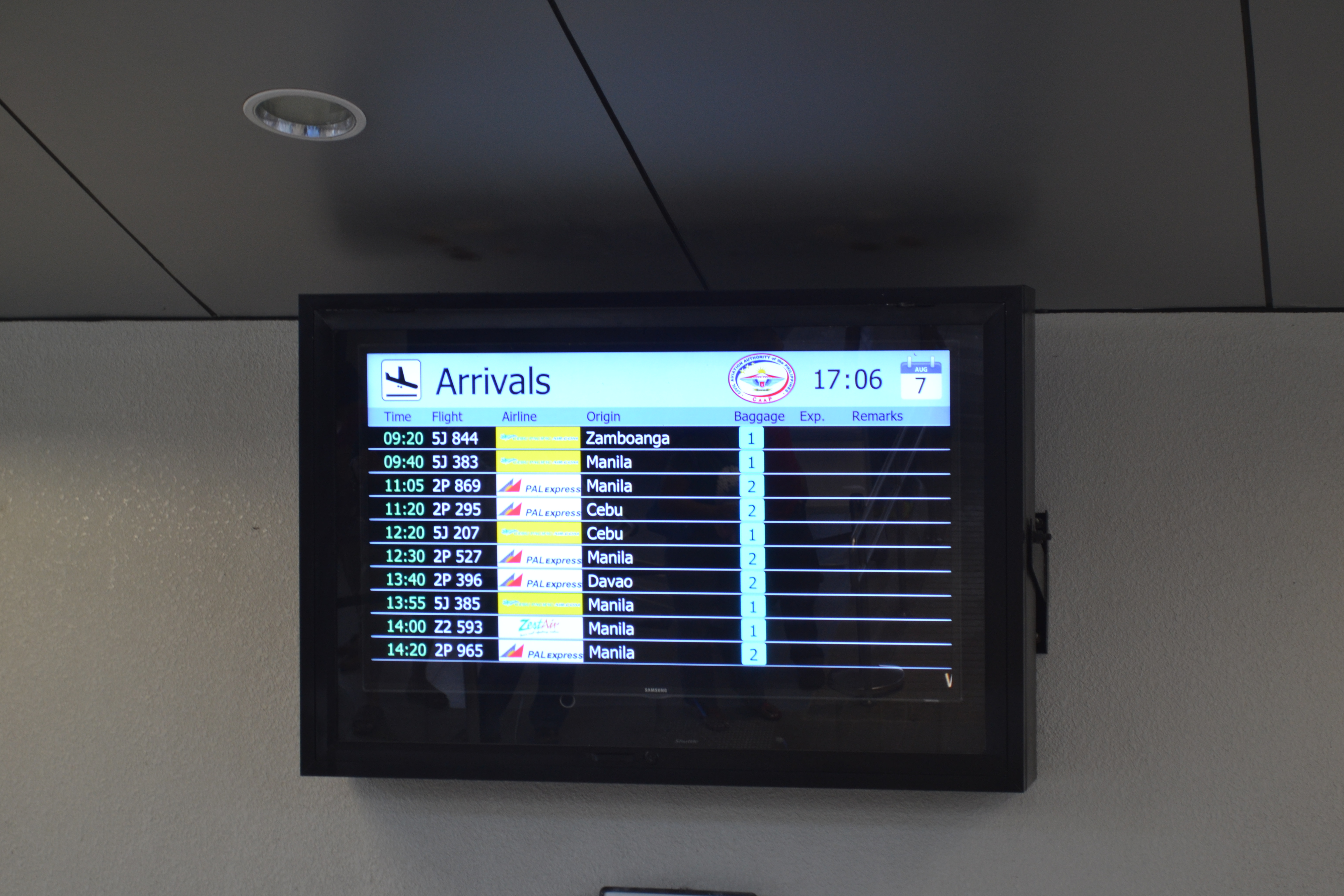
Bảng thông báo trong sảnh đến sân bay.

| Hãng hàng không                              | Các điểm đến                                                             |
| -------------------------------------------- | ------------------------------------------------------------------------ |
| Cebu Pacific                                 | Iloilo, Manila                                                           |
| Cebu Pacific vận hành bởi Cebgo              | Bacolod, Caticlan, Cebu, Davao, Dumaguete, Iloilo, Tagbilaran, Zamboanga |
| Philippine Airlines                          | Clark                                                                    |
| Philippine Airlines vận hành bởi PAL Express | Cebu, Manila, Davao                                                      |